# Frances Carr, Countess of Somerset
Frances Carr, Countess of Somerset, född 1590, död 1632, var en engelsk adelskvinna, känd för sin medverkan i Somsersetskandalen 1615. 
Hon blev 1604 bortgift med Robert Devereux, 3:e earl av Essex. Hon ansökte om skilsmässa på grund av att äktenskapet var ofullbordat. Hon gifte 1613 om sig med kungens gunstling Robert Carr, 1:e earl av Somerset. 
Hennes makes position som gunstling gav även henne inflytande vid hovet. År 1615 lät hon förgifta Thomas Overbury. Hon åtalades och dömdes som skyldig 1616. Hennes make dömdes som medskyldig efter att ha försökt dölja hennes skuld. Fallet var en av dåtidens skandaler. 
Paret dömdes till döden, men benådades av kungen till fängelse i Towern; de släpptes 1622. 